# Mường Ảng (thị trấn)
Mường Ảng là thị trấn huyện lỵ của huyện Mường Ảng, tỉnh Điện Biên, Việt Nam.

## Địa lý
Thị trấn Mường Ảng nằm ở phía bắc huyện Mường Ảng, có vị trí địa lý:
- Phía đông giáp xã Ẳng Tở và xã Ẳng Cang
- Phía nam giáp xã Ẳng Cang và xã Ẳng Nưa
- Phía tây giáp xã Ẳng Nưa
- Phía bắc giáp xã Ẳng Nưa và xã Ẳng Tở.

Thị trấn Mường Ảng có diện tích 6,63 km², dân số năm 2022 là 5.605 người,  mật độ dân số đạt 845 người/km².

## Hành chính
Thị trấn Mường Ảng được chia thành 10 tổ dân phố: 1, 3, 4, 5, 6, 7, 8, 9, 10, Hón.

## Lịch sử
Trước đây, Mường Ảng là một xã thuộc huyện Tuần Giáo.
Ngày 30 tháng 3 năm 1967, Bộ Nội Vụ ban hành Quyết định số 122-NV về việc chia xã Mường Ảng thành ba xã: Ẳng Cang, Ẳng Nưa và Ẳng Tở.
Ngày 19 tháng 3 năm 1969, Bộ Nội vụ ban hành Quyết định số 143-NV về việc thành lập thị trấn Nông trường Mường Ẳng.
Ngày 26 tháng 5 năm 1997, Chính phủ ban hành Nghị định 52-CP. Theo đó, thành lập thị trấn Mường Ẳng thuộc huyện Tuần Giáo trên cơ sở điều chỉnh 502 ha diện tích tự nhiên và 2.900 người của xã Ẳng Nưa.
Ngày 14 tháng 11 năm 2006, Chính phủ ban hành Nghị định số 135/2006/NĐ-CP. Theo đó, điều chỉnh 138,30 ha diện tích tự nhiên và 465 người của xã Ẳng Cang; 2,604 ha diện tích tự nhiên và 58 người của xã Ẳng Nưa về thị trấn Mường Ẳng quản lý và đổi tên thị trấn Mường Ẳng thành thị trấn Mường Ảng. Đồng thời, chuyển thị trấn Mường Ảng về huyện Mường Ảng mới thành lập.
Sau khi điều chỉnh, thị trấn Mường Ảng có 645,504 ha diện tích tự nhiên, dân số là 3.575 người.
Ngày 20 tháng 11 năm 2018, UBND tỉnh Điện Biên ban hành Quyết định số 1100/QĐ-UBND về việc công nhận thị trấn Mường Ảng là đô thị loại V.
Ngày 26 tháng 8 năm 2019, HĐND tỉnh Điện Biên ban hành Nghị quyết số 124/NQ-HĐND về việc sáp nhập TDP 2 vào TDP 1.